# دوبلبيس (كورنوال)
دوبلبيس (بالإنجليزية: Doublebois)‏ هي قرية تقع في المملكة المتحدة في كورنوال.